# Prowincja Samut Sakhon
Samut Sakhon (taj. สมุทรสาคร) – jedna z centralnych prowincji (changwat) Tajlandii. Sąsiaduje z prowincjami Samut Songkhram, Ratchaburi, Nakhon Pathom i Bangkokiem. Prowincja leży nad zatoką Tajlandzką.